# محمد معتمدی
محمد معتمدی (زادهٔ ۲ مهر ۱۳۵۷) خوانندهٔ موسیقی سنتی اهل ایران است. او فراگیری آواز و نواختن ساز نی را به صورت خودآموز و از نوجوانی آغاز کرد. وی در سال ۲۰۱۳ از سوی رادیو بین‌المللی فرانسه به عنوان خواننده منتخب در رشتهٔ موسیقی ملل معرفی شد. او فارغ‌التحصیل رشتهٔ کارگردانی از دانشگاه صدا و سیما ایران است. از آثار او می‌توان به آهنگ مژده باران و حالا که می‌روی اشاره کرد.

## زندگی
محمد معتمدی ۲ مهر ۱۳۵۷ در کاشان متولد شد. او فراگیری آواز و همچنین ساز نِی را به صورت خودآموز از سنین نوجوانی آغاز کرد. از سال ۱۳۷۶ شروع به فراگیری شیوه آواز طاهرزاده نزد حمیدرضا نوربخش کرد. او همچنین به سبب گرایش و علاقه‌ای که به مکتب آواز اصفهان داشت، همزمان به تمرین و الگوبرداری از آواز هنرمندانی چون تاج اصفهانی و ادیب خوانساری پرداخت و در این مسیر از راهنمایی کسانی چون حسین عمومی و علی‌اصغر شاه‌زیدی بهره برد. او تاکنون با گروه‌های زیادی کار کرده که از جمله آن‌ها می‌توان به گروه خورشید (مجید درخشانی)، همنوازان شیدا (محمدرضا لطفی)، ارکستر ملی ایران (فرهاد فخرالدینی)، هم آوایان (حسین علیزاده) و گروه ادیب (که خودش پایه‌گذار آن است) اشاره کرد. محمد معتمدی دانش‌آموختهٔ دانشگاه صدا و سیما در رشتهٔ کارگردانی است.
او سال ۲۰۱۳ میلادی از سوی رادیو بین‌المللی فرانسه به‌عنوان خواننده منتخب در رشته موسیقی ملل معرفی شد و جایزه فرانس‌موزیک ۲۰۱۳ را دریافت کرد.
ارکستر موسیقی ملی بعد از سه سال، فعالیت مجدد خود را آغاز کرد؛ این بار، با رهبری «فرهاد فخرالدینی» که از آخرین اجرایش همراه با ارکستر، بیش از ۶ سال می‌گذشت. در آخرین برنامهٔ ارکستر «سید محمد معتمدی» به همراه فخرالدینی و در مقام خواننده حضور داشت و با همراهی سالار عقیلی (خوانندهٔ اولین اجرای ارکستر) قطعاتی را اجرا کرد. برنامهٔ معتمدی طی سه شب برگزار شد و او هر سه اجرای خود را به ۱۷۵ شهید غواص تقدیم کرده و دلیلش را «ارادت همیشگی‌اش به شهیدان» دانست.
در دی ماه ۱۴۰۰، محمد معتمدی در مراسم «مقام حماسه» که به مناسبت دومین سالگرد کشته‌شدن قاسم سلیمانی در تالار وحدت برگزار شد، به دلیل خواندن قطعهٔ آهنگ عشق زیبا توسط مسئولان از جمله محمدباقر قالیباف، غلامعلی حداد عادل، پیمان جبلی، محمد مهدی اسماعیلی و خانوادهٔ قاسم سلیمانی مورد تقدیر قرار گرفت.
همچنین او به عنوان خواننده سرود تیم ملی فوتبال ایران در جام جهانی ۲۰۲۲ قطر معرفی شد. سه ترانهٔ «بر طبل شادانه بکوب»، «تیم قهرمان ایران» و «مژده باران» به عنوان آثاری معرفی شده شدند که از سوی فدراسیون فوتبال ایران برای پخش در زمان گرم کردن تیم ملی فوتبال ایران در جام جهانی قطر به فیفا ارسال شده‌اند.
وی در مسابقه استعدادیابی «آوای جادویی» به عنوان داور و مربی حضور دارد.

## جوایز و افتخارات
- اکسپو موسیقی «بابل مد» که همه ساله در شهر مارسی فرانسه برگزار می‌شود، عهده‌دار اهدای جایزه سال رادیو فرانسه است. سال ۲۰۱۳ این اکسپو ضمن معرفی چهره برگزیده سال جایزه «فرانس موزیک» را به محمد معتمدی اهدا کردند که این جایزه با انتخاب کارشناسان موسیقی‌شناسی قومی به افراد برگزیدهٔ فعال در زمینه موسیقی ملل اهدا می‌شود.[۱۳]
- برنده جایزه سالانه مولانا (آوای مولانایی) در سال ۱۳۹۶[۱۴]
- نامزد دریافت تندیس طلایی بهترین آلبوم موسیقی اصیل ایرانی اولین جشن سالانه موسیقی ما برای آلبوم «گاهی سه گاهی»[۱۵]
- نامزد دریافت تندیس طلایی بهترین قطعهٔ موسیقی سنتی اولین جشن سالانه موسیقی ما برای قطعهٔ «تصنیف آرزو»[۱۶]
- نامزد دریافت تندیس طلایی بهترین اجرای زنده موسیقی سنتی اولین جشن سالانه موسیقی ما[۱۷]
- برنده تندیس طلایی بهترین آلبوم موسیقی اصیل ایرانی در دومین جشن سالانه موسیقی ما برای آلبوم «باده تویی»[۱۸]
- نامزد دریافت تندیس طلایی بهترین قطعه موسیقی اصیل ایرانی دومین جشن سالانه موسیقی ما برای قطعه «باده تویی»[۱۹]
- نامزد دریافت تندیس طلایی بهترین آلبوم موسیقی مدرن، ملل و کلاسیک چهارمین جشن سالانه موسیقی ما برای آلبوم «پوئم سمفونی تختی»[۲۰]
- نامزد دریافت تندیس طلایی بهترین قطعه موسیقی معاصر و سنتی ایرانی چهارمین جشن سالانه موسیقی ما برای قطعهٔ «سوگند» تیتراژ فیلم سیانور[۲۱]
- نامزد دریافت جایزه باربد بهترین آلبوم باکلام سی و یکمین جشنواره موسیقی فجر، برای آلبوم «باده تویی»[۲۲]
- نامزد دریافت جایزه باربد خوانندگی موسیقی دستگاهی با کلام سی و دومین جشنواره موسیقی فجر برای آلبوم «ابروکمان»[۲۳]
- نامزد دریافت تندیس حافظ بهترین خواننده ترانه تیتراژ در نوزدهمین جشن حافظ برای مجموعه تلویزیونی لحظه گرگ و میش ۱۳۹۸[۲۴]

## آثار

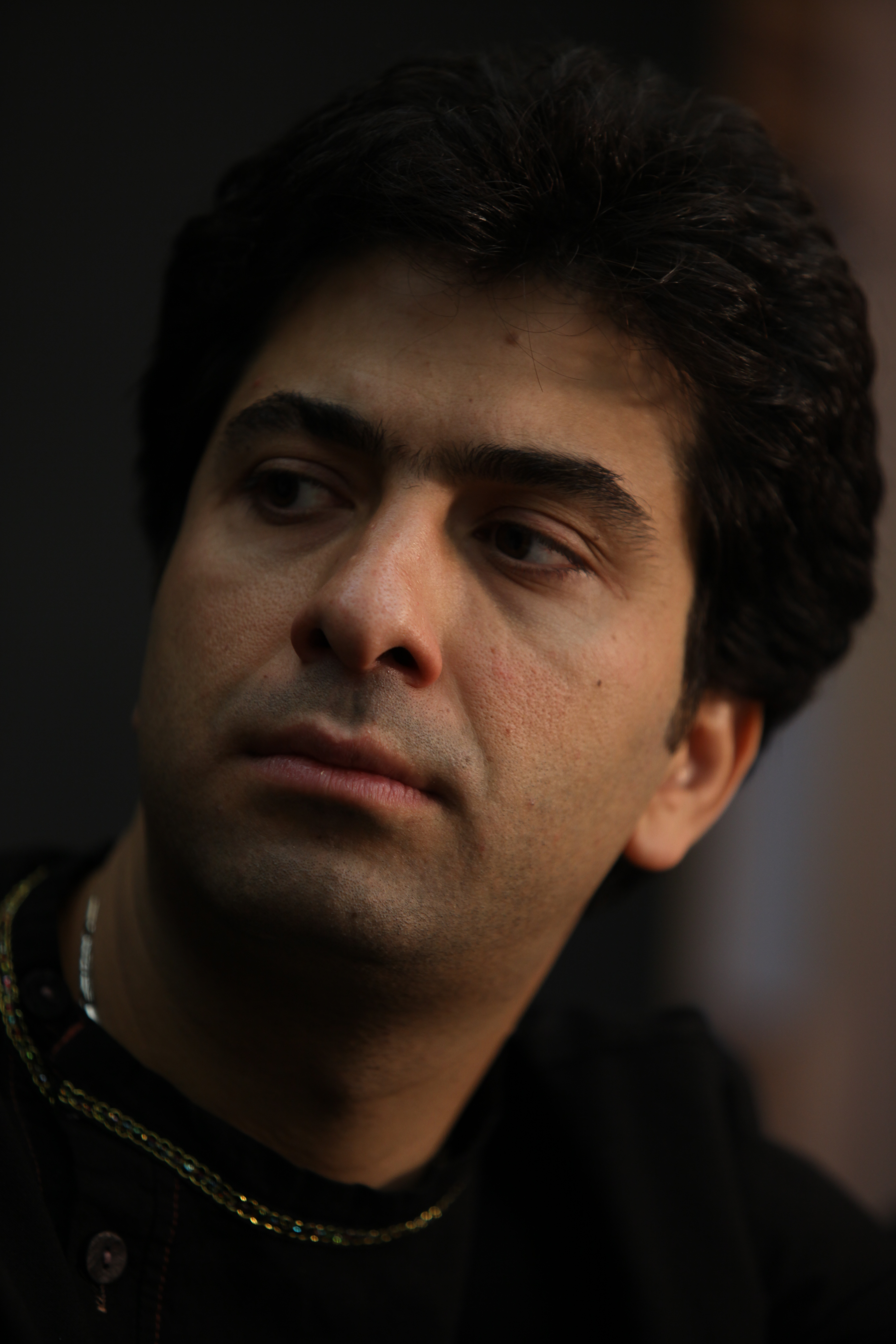
محمد معتمدی

### آلبوم‌ها
- بودن و سرودن (۱۳۸۵) به آهنگسازی مجید درخشانی و گروه خورشید
- صوفی (۱۳۸۶) به آهنگسازی سینا جهان‌آبادی و حسین رضایی‌نیا
- اپرای عاشورا (۱۳۸۷) به آهنگسازی بهزاد عبدی و بهروز غریب‌پور
- وطنم ایران (۱۳۸۷) به آهنگسازی محمد رضا لطفی و همنوازان شیدا
- اپرای عروسکی مولوی (۱۳۸۸) به آهنگسازی بهزاد عبدی و بهروز غریب‌پور
- ای عاشقان (۱۳۸۸) به آهنگسازی محمدرضا لطفی و بانوان شیدا
- یادواره عارف قزوینی (۱۳۸۸) به آهنگسازی محمدرضا لطفی و همنوازان شیدا
- آلبوم تصویری کنسرت دشتی- وطنم ایران (۱۳۸۷) به آهنگسازی محمدرضا لطفی و همنوازان شیدا
- آلبوم تصویری کنسرت چاوش ۶ – ایران ای سرای امید (۱۳۸۸) به آهنگسازی محمدرضا لطفی و همنوازان شیدا
- آلبوم سایه جان (۱۳۸۹) به آهنگسازی محمد رضا لطفی و همنوازان شیدا
- بدرود با بدرود (اردیبهشت ۱۳۹۰) به آهنگسازی علی قمصری
- اپرای حافظ (۱۳۹۱) به آهنگسازی بهزاد عبدی و بهروز غریب‌پور
- گاهی سه گاهی (خرداد ۱۳۹۱) به آهنگسازی پویا سرایی
- سراسر مه (ااردیبهشت ۱۳۹۲) به آهنگسازی آرش کامور و گروه سروشان
- باده تویی(۱۳۹۴) به آهنگسازی حسین علیزاده و همراهی گروه هم آوایان
- دورها آوایی است (۱۳۹۴) به آهنگسازی مهدی تیموری
- کنسرت عبور (۱۳۹۴) به آهنگسازی علی قمصری
- عشقیم گَل(۱۳۹۴) (به زبان ترکی آذربایجانی) اجرای زندهٔ کنسرت گروه هم آوایان در سال ۹۲، به آهنگسازی حسین علیزاده
- ابروکمان (آبان ۱۳۹۴) با اشعاری از سعدی، حافظ، و محسن عسگری و آهنگ‌سازی احسان ذبیحی‌فر[۲۵]
- بی‌محابا (۱۳۹۶) به آهنگسازی ابراهیم طهرانی‌پور
- سرمست (۱۳۹۶) به آهنگسازی محسن جلیلی و میلاد رضا و پیانوی صابر جعفری[۲۶][۲۷]
- بگو کجایی (۱۳۹۶) به آهنگسازی مجید وفادار (بازخوانی)
- مناجات (۱۳۹۷) بدون ساز و فقط به صورت آواز در دستگاه‌های موسیقی ایرانی، مناجات‌خوانی به مناسبت ماه رمضان[۲۸]
- حالا که می‌روی (۱۳۹۷) به آهنگسازی فرید سعادتمند
- در محاصره (۱۳۹۸) به آهنگسازی بهزاد عبدی[۲۹]
- صبر کن (۱۳۹۸) به آهنگسازی مهیار علیزاده[۳۰]
- تهران عاشق (۱۳۹۹) به آهنگسازی محمدرضا چراغعلی، شهرداری تهران حامی تهیه و تولید این اثر بوده است.[۳۱]

### اپراهای عروسکی

آواگر مولانا در اپرای مولوی، آواگر حُر در اپرای عاشورا، آواگر حافظ در اپرای حافظ به آهنگسازی بهزاد عبدی، آواگر خیام در اپرای خیام و آواگر سعدی در اپرای سعدی از جمله مهم‌ترین آثار محمد معتمدی است. وی در چهار اپرای مولوی، حافظ، سعدی و خیام اجراکنندهٔ صدای شخصیت‌های اصلی نمایش است.

#### دیدار شمس و مولانا
صحنهٔ دیدار شمس و مولانا از اپرای مولوی، که در آن محمد معتمدی مجری صدای مولوی و همایون شجریان مجری صدای شمس است، یکی از صحنه‌هایی است که با استقبال مطلوب هنردوستان مواجه شده است.

### سریال
- از یاد رفته[۳۳]
- جلال الدین[۳۴]
- پناه آخر
- کوبار[۳۵]
- لحظه گرگ و میش («حالا که می‌روی» قطعه ابتدایی، «آرام من» و «پاییز» قطعات میانی و بازخوانی قطعه «سنگ قبر آرزو» از آرتوش قطعه پایانی).[۳۶][۳۷]
- سرباز[۳۸]
- ملکاوان[۳۹]
- خاک گرم[۴۰]
- گشت ویژه[۴۱]
- شرایط خاص[۴۲]
- وضعیت زرد[۴۳]
- گیلدخت[۴۴]

### فیلم سینمایی
- «سیانور» به کارگردانی بهروز شعیبی[۴۵]
- «بدون قرار قبلی» به کارگردانی بهروز شعیبی[۴۶]

### مستند
- مستند ایران[۴۷]

### کتاب و داوری
- آلاله آبی‌رود (متد ایجاد و پرورش تحریر)[۴۸]
- مسابقه آوای جادویی به تهیه کنندگی محمد طهرانی که محمد معتمدی در آن داور است.